# Uiallalla
Uiallalla — сорок третий студийный альбом итальянской певицы Мины, выпущенный в 1989 году на лейбле PDU.

## Об альбоме
На первом из двух дисков представлены кавер-версии песен других артистов, как «Oh! Darling» The Beatles, «Les cornichons» и «La pelle nera» Нино Феррера и «Sarà per te» Франческо Нути, а также «Io vorrei… non vorrei… ma se vuoi» Лучо Баттисти. На втором диске были представлены оригинальные песни.
Альбом поступил в продажу в виде двойного альбома на виниле, компакт-дисках и кассетах, примечательно, что в отличие от предшественников, он не распространялся отдельными частями. Альбом занял 4-ю строчку в итальянском хит-параде, а также 67-ю в общеевропейском.

## Список композиций
| №                   | Название                                                       | Автор(ы) | Длительность |
| ------------------- | -------------------------------------------------------------- | --- | ------------ |
| 1.                  | «La pelle nera / Johnny B. Goode / Black Betty / Angeli negri» | Нино Феррер / Чак Берри / Лед Белли / Джан Карло Тестони, Альберто Ларичи, Андрес Элой Бланко, Мануэль Альварес Мацисте | 6:54         |
| 2.                  | «Una lunga storia d’amore»                                     | Джино Паоли | 3:29         |
| 3.                  | «Les cornichons»                                               | Нино Феррер, Джеймс Букер                                                                                               | 3:02         |
| 4.                  | «When Your Lover Has Gone»                                     | Э. А. Свэн | 2:30         |
| 5.                  | «Oh! Darling»                                                  | Джон Леннон, Пол Маккартни                                                                                              | 3:35         |
| 6.                  | «Io vorrei… non vorrei… ma se vuoi…»                           | Могол, Лучо Баттисти |              |
| 7.                  | «Are You Lonesome Tonight?»                                    | Рой Тёрк, Лу Хэндман | 2:57         |
| 8.                  | «Sarà per te»                                                  | Рикардо Мариотти | 5:04         |
| 9.                  | «Chitarra suona più piano»                                     | Франка Эванджелисти, Марчелло Марокки, Никола Ди Бари                                                                   | 3:18         |
| 10.                 | «As Time Goes By»                                              | Герман Хапфелд | 3:58         |
| Общая длительность: | Общая длительность:                                            | Общая длительность: | 37:58        |

| №                   | Название            | Автор(ы)                             | Длительность |
| ------------------- | ------------------- | ------------------------------------ | ------------ |
| 1.                  | «La montagna»       | Пьерджорджо Бенда                    | 3:54         |
| 2.                  | «Lo faresti»        | Альдо Донати, Паоло Лимити           | 4:12         |
| 3.                  | «Bachelite»         | Франческо Сальви                     | 4:42         |
| 4.                  | «Canterò per te»    | Гатто Панчери                        | 4:15         |
| 5.                  | «Che nome avrà»     | Паоло Лимити, Моррис Альберт         | 4:49         |
| 6.                  | «Il plaid»          | Джорджо Конте                        | 2:40         |
| 7.                  | «Tre volte sì»      | Джорджо Калабрезе, Массимилиано Пани | 5:20         |
| 8.                  | «Uscita 29»         | Джорджо Калабрезе, Массимилиано Пани | 3:43         |
| 9.                  | «T.I.R.»            | Джорджо Конте                        | 3:01         |
| Общая длительность: | Общая длительность: | Общая длительность:                  | 36:38        |

## Чарты
| Чарт (1989)              | Высшая позиция |
| ------------------------ | -------------- |
| Европа (Music & Media)   | 67             |
| Италия (Musica e dischi) | 4              |

| Чарт (1989)              | Позиция |
| ------------------------ | ------- |
| Италия (Musica e dischi) | 17      |